# T1154

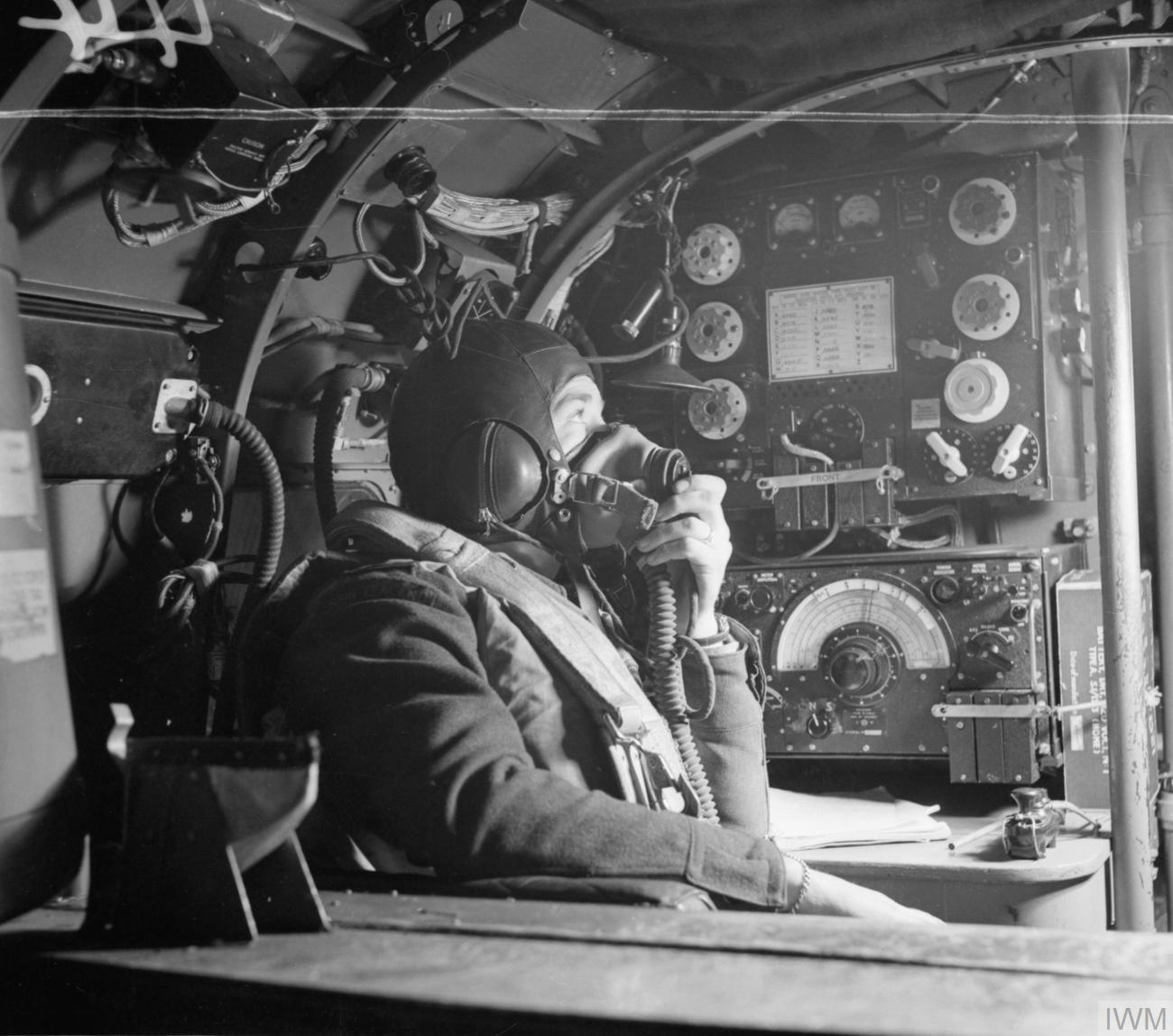
Im Hintergrund: T1154 oberhalb des dazugehörigen Empfängers R1155 an Bord eines Lancaster-Bombers (um 1943)

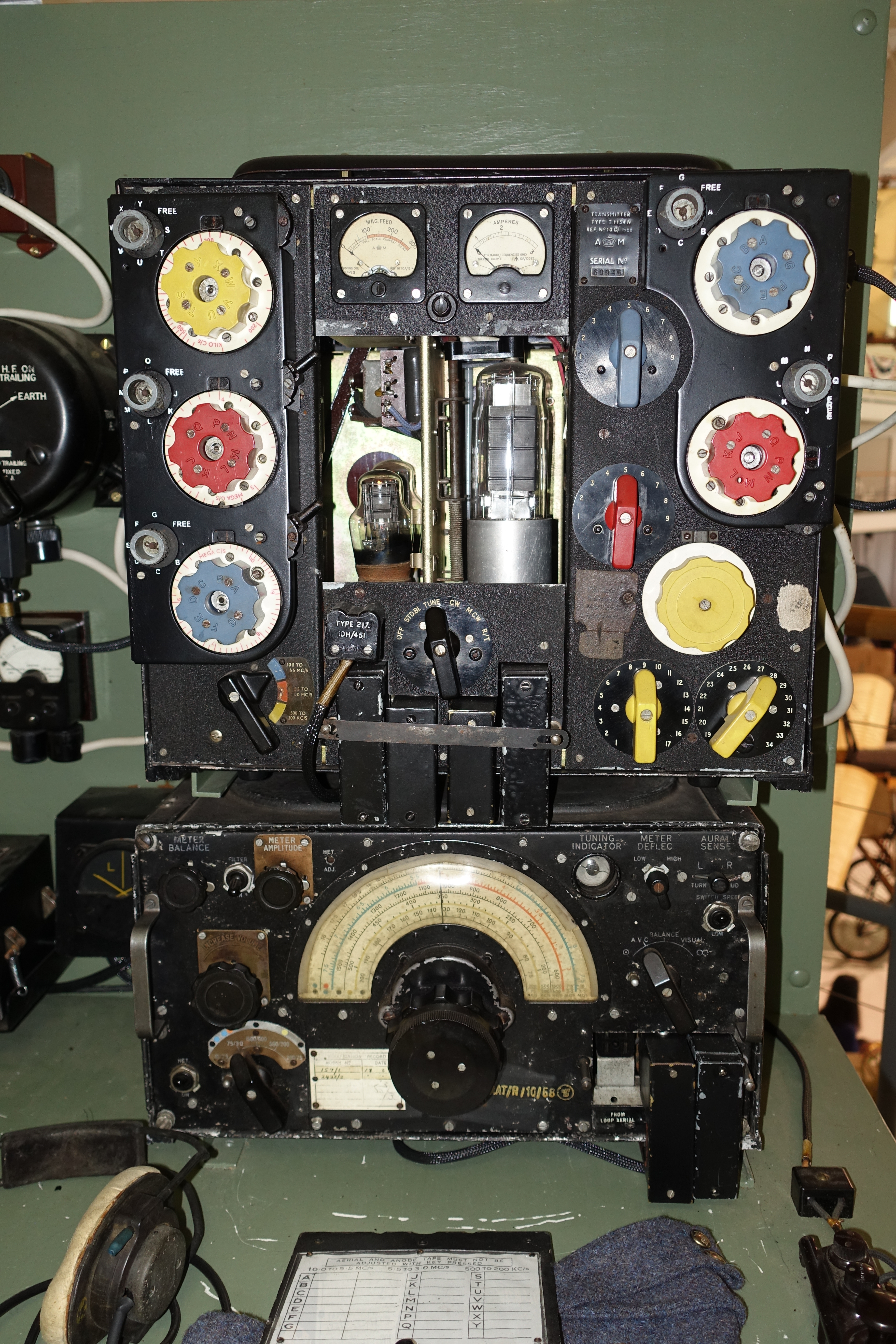
Museumsstücke: oben der T1154 und unten der R1155 (2017)

T1155 ist die Typbezeichnung eines historischen Funksenders, der während des Zweiten Weltkriegs von der Royal Air Force (RAF) als Bordsender auf ihren Bombenflugzeugen eingesetzt wurde.
Das Gerät verfügte über sieben umschaltbare Frequenzbänder, die Teile des Lang-, Mittel- und Kurzwellenbandes abdeckten. Im Einzelnen waren dies 200 bis 500 kHz, 1,5 bis 3,0 MHz, 2,5 bis 4,5 MHz, 3,0 bis 5,5 MHz, 4,5 bis 8,7 MHz, 5,5 bis 10,0 MHz und 8,7 bis 16,7 MHz.
Im Laufe der Zeit entstanden diverse Modellvarianten, die sich durch technische Details sowie die vorgesehenen Einsatzgebiete unterschieden und anhand eines der Typbezeichnung nachgestellten Großbuchstabens zu erkennen waren, wie T1154A bis T1154N.